# Jack Dorsey
Jack Patrick Dorsey (San Luis, Misuri; 19 de noviembre de 1976) es un desarrollador de software y empresario estadounidense. Se le conoce por ser uno de los cofundadores de Twitter, así como el fundador y director ejecutivo de Block, una empresa de pagos mediante teléfonos móviles. El 5 de octubre de 2015, fue nombrado CEO de Twitter por el Consejo de Administración de la compañía, hasta su dimisión en 2021.
En 2008, fue nombrado en la TR35 del Instituto Tecnológico de Massachusetts
como uno de los 35 principales innovadores en el mundo menor de 35 años. En 2012, el periódico The Wall Street Journal le otorgó el premio de “Innovador del Año” de tecnología. Actualmente vive en San Francisco, Estados Unidos de América.

## Primeros años
Dorsey es de ascendencia inglesa, aunque creció en San Luis (Misuri). Es hijo de Marcia (Smith) y Tim Dorsey, el cual trabajaba para una empresa que desarrollaba espectrómetros de masas, mientras que su madre era ama de casa. Fue criado como católico y se formó en un instituto también católico, el Bishop DuBourg High School. A la edad de trece años, Dorsey se había interesado en el envío de enrutamiento. Algunos de los programas que desarrolló como software de código abierto en el ámbito de la logística de envío son utilizados todavía por muchas compañías de taxi. Dorsey asistió a la Universidad de Ciencia y Tecnología de Misuri antes de trasladarse a la Universidad de Nueva York, donde concibió la idea de lo que posteriormente sería Twitter.
En Oakland (California) en 2000, Dorsey creó su compañía de envío de mensajería, taxis, y servicios de emergencia en la Web. Sus otros proyectos e ideas por esta época incluían redes de artefactos médicos y un “servicio de mercado sin fricción”. En julio de 2000, basándose en el envío e inspirado en parte por LiveJournal y posiblemente por AOL Instant Messenger, tuvo la idea de una página web basada en un servicio de comunicación de mensajes cortos en tiempo real.
Cuando vio por primera vez las implementaciones de la mensajería instantánea, Dorsey se preguntó si un software en el que se mostrara el estado del usuario podría ser compartido fácilmente entre amigos. Así que decidió acercarse a Odeo, el cual por aquel entonces estaba interesado en el servicio de mensajes cortos. Dorsey y Biz Stone decidieron que los textos SMS se adaptaban a la idea de mensajes de estado, y crearon un prototipo de Twitter en unas dos semanas. La idea atrajo a muchos usuarios de Odeo y la inversión de Evan Williams (blogger). Trabajó como modelo.

## Carrera

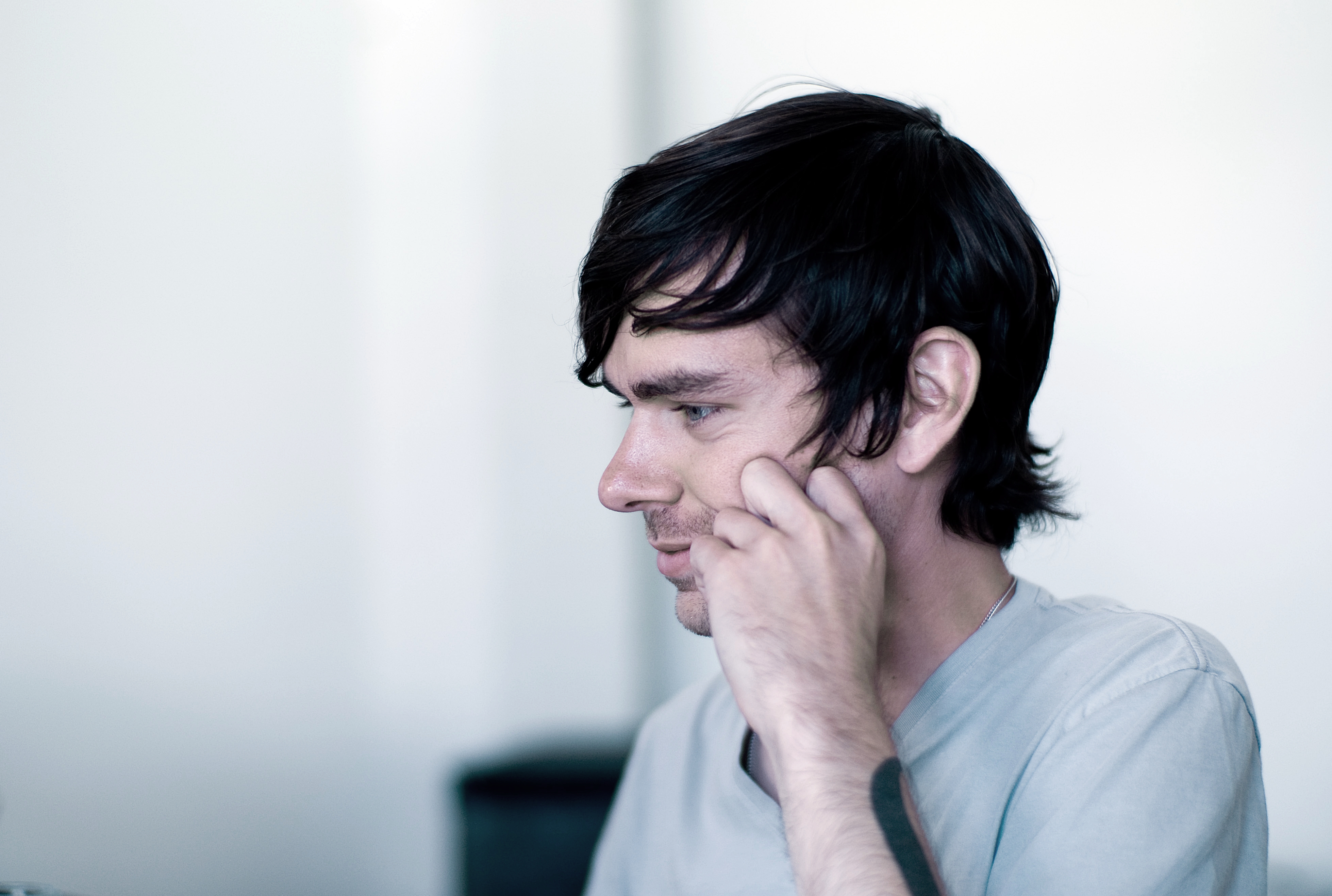
Dorsey en 2008.

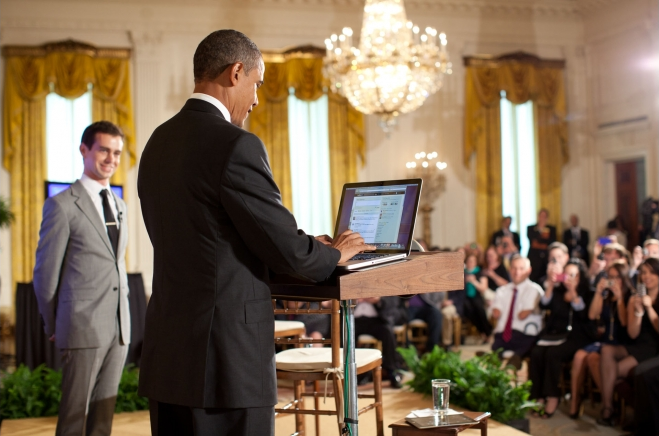
Dorsey en 2011 junto al presidente de los Estados Unidos Barack Obama.

Evan Williams, Biz Stone y Noah Glass cofundaron, la cual derivó en 2006 en Twitter Inc. con Dorsey como director ejecutivo, pero el 16 de octubre de 2008 Wiliams ocupó dicho puesto mientras que Dorsey se convertía en el presidente de la junta. El 28 de marzo de 2011, Dorsey volvió a Twitter como presidente ejecutivo después de que Dick Costolo sustituyera a Williams como director ejecutivo.
Como el servicio empezó a crecer en popularidad, Dorsey escogió la mejora del tiempo de funcionamiento como primera prioridad, incluso por encima de crear ingresos. De hecho, hasta 2008 Twitter no estaba diseñado para ganar dinero. Él afirma que sus tres principios, compartidos por la compañía, según Dorsey, son simplicidad, coacción y destreza.
Twitter tiene dos mil doscientos millones de visitas cada mes, según los analistas de SimilarWeb (Astrum People, 2015), y en mayo de 2015 el número de usuarios era de 500 millones, siendo más de 302 millones usuarios activos. Después del South by Southwest en 2007 es cuando la extensiva popularidad de la innovación empezó gracias a la instalación de múltiples pantallas por los empleados de la compañía mostraron mensajes en tiempo real de los usuarios del servicio (Astrum People, 2015). Las cantidades de tuits diarios fueron gestionadas por los creadores de Twitter para que aumentasen de veinte a sesenta mil.  Sin embargo, a pesar del actual crecimiento de la empresa, no se han alcanzado las expectativas de Wall Street. Twitter afirma que está buscando nuevas formas de encontrar usuarios que interactúen más a menudo y está trabajando para llegar a gente que ni siquiera usa el servicio aún. La compañía dice que espera un ingreso de entre $440 y $450 millones para el trimestre actual.

El 29 de noviembre de 2021, mediante su cuenta de Twitter, anunció su dimisión a continuar como CEO de la compañía, cediendo el mando a Parag Agrawal.

## Vida personal
En 2012, Dorsey se mudó al vecindario Sea Cliff de San Francisco. Caminaba cinco millas al trabajo cada mañana y decía que era un "tiempo muy despejado". Es fanático de la música de Kendrick Lamar y de la estación de radio francesa FIP.

### Meditación
A fines de 2017, Dorsey completó diez días de meditación conocida como Vipassanā enseñada por seguidores de S. N. Goenka. En noviembre de 2018, Dorsey realizó un viaje de meditación Vipassanā de cumpleaños a Birmania.

### Política
En 2019, Dorsey contribuyó financieramente a las campañas de los candidatos presidenciales demócratas de 2020 Tulsi Gabbard y Andrew Yang. 
En 2020, donó $ 15 millones a 29 alcaldes que persiguen la puesta a prueba de programas de ingresos básicos garantizados en los Estados Unidos. Hasta 2021, Dorsey aplicó excepciones de "líder mundial" que permitían al presidente Donald Trump publicar contenido en Twitter que normalmente se eliminaría o generaría sanciones según las reglas de la plataforma. 
En mayo de 2020, algunos de los tuits de Trump recibieron etiquetas de advertencia, y desde el día de las elecciones en noviembre de 2020, se aplicaron más flaggings a sus tuits.
El 6 de enero de 2021, después de que los partidarios de Trump irrumpieran en el Capitolio de los Estados Unidos, Twitter aplicó un tiempo de espera de 12 horas a la cuenta de Trump por violar su política de integridad cívica. La cuenta de Trump fue suspendida permanentemente el 8 de enero. El 14 de enero, Dorsey defendió la prohibición de Trump, pero también dijo que "sienta un precedente que considero peligroso".